# Broadway Melody of 1940
Broadway Melody of 1940 és una pel·lícula musical americana de Norman Taurog, estrenada el 1940.

## Argument
Bob Gordon rep una bona oferta econòmica pel seu espectacle de Broadway, però ha de comptar amb la vídua Lilian. Ensucrat musical que va optar a l'Oscar a la millor pel·lícula, i on es parla dels tripijocs del Broadway de l'època, on els artistes desitgen assolir la fama i el reconeixement.

## Repartiment
- Fred Astaire: Johnny Brett
- Eleanor Powell: Clare Bennett
- George Murphy: King Shaw
- Frank Morgan: Bob Casey
- Ian Hunter: Bert C. Matthews
- Florence Rice: Amy Blake
- Lynne Carver: Emmy Lou Lee
- Ann Morriss: Pearl Delonge
- Trixie Firschke: Juggler

## Al voltant de la pel·lícula
- La pel·lícula reprèn el principi de la revista estrenat a Broadway Melody el 1929.

## Crítica
Per al Diccionari Mereghetti és una "encantador i subestimat musical, amb divertides paròdies, esplèndides cançons de Cole Porter i els gran números, entre els millors que s'han vist a la pantalla", incloent«Begin the Beguine, un número de tip tap encara sense igual», una obra mestra mancat només de "trama", francament ximple.

## SèrieBroadway Melody
Altres episodis de la sèrie:
- The Broadway Melody (1929)
- Broadway Melody of 1936 (1935)
- Broadway Melody of 1938 (1937)